# Pietro Lombardo
Pour les articles homonymes, voir Lombardo.
Pietro Lombardo (Carona (Tessin), 1435 - 1515) est un sculpteur et un architecte italien de la Renaissance.

## Biographie
Pietro Lombardo est le père de Tullio Lombardo et d'Antonio Lombardo.

## Œuvres

### À Venise
Il sculpta beaucoup de pierres tombales de Vénitiens illustres avec l'aide de ses fils. Elles comprennent les projets de celles de Dante, du doge Pasquale Malipiero et Pietro Mocenigo.
Il a été l'architecte et le sculpteur en chef de l'église Santa Maria dei Miracoli de Venise entre 1481 et 1489. Le palais Dario, à la parenté évidente avec l'église Santa Maria dei Miracoli, est également de lui, tout comme la façade de la Scuola Grande di San Marco. Il compléta également l'Église San Giobbe en 1493.
Il a produit beaucoup de figures de saints pour les églises, notamment pour le chœur des frères de la Basilique dei Frari à Venise.
La pierre tombale d'Alvise Diedo, Basilique de San Zanipolo, Venise, comporte des incrustations de niello.

### À Padoue
On lui doit le monument à Antonio Roselli dans la Basilique Saint-Antoine.

## Galerie

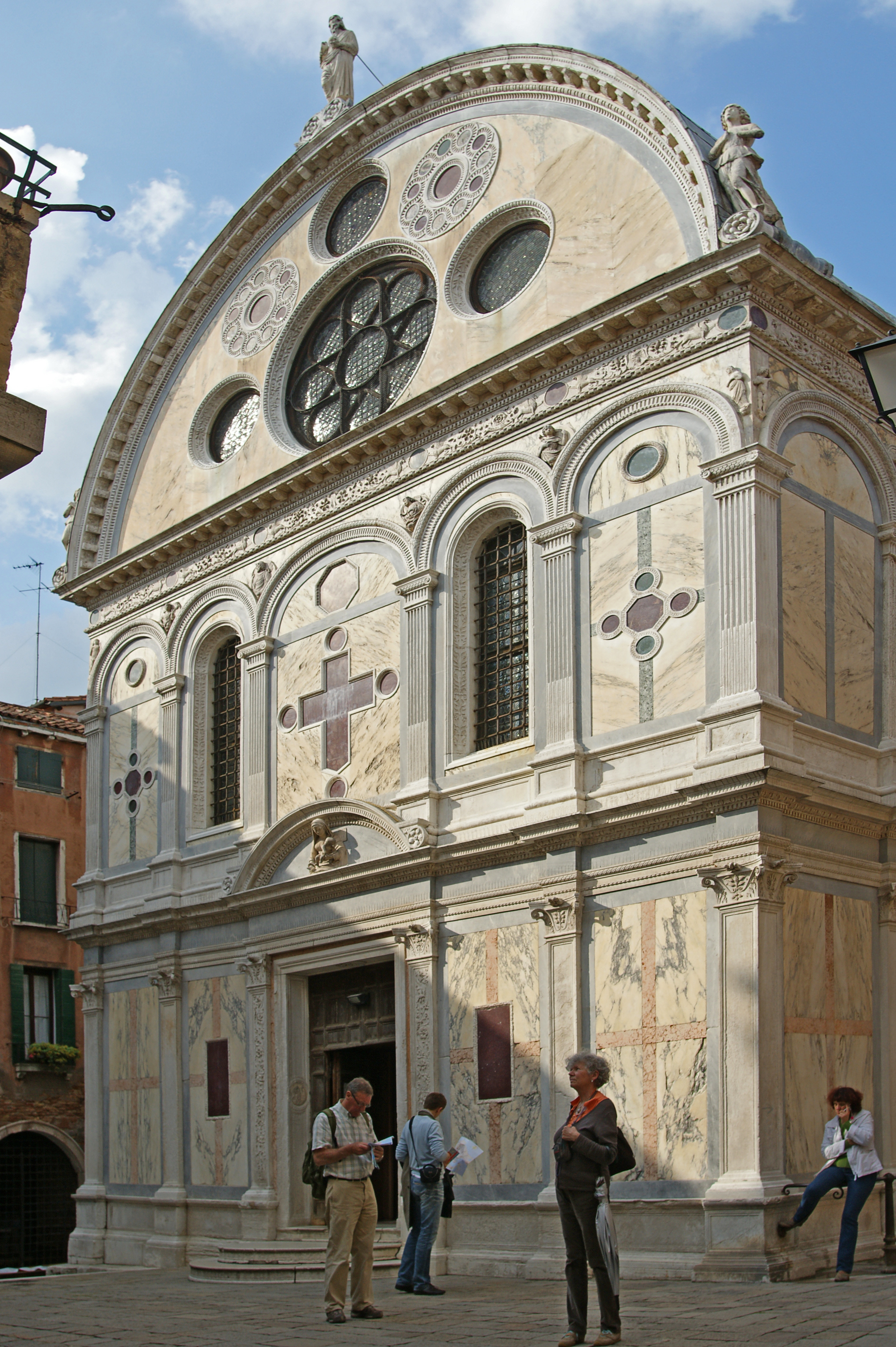
Façade de Santa Maria dei Miracoli à Venise
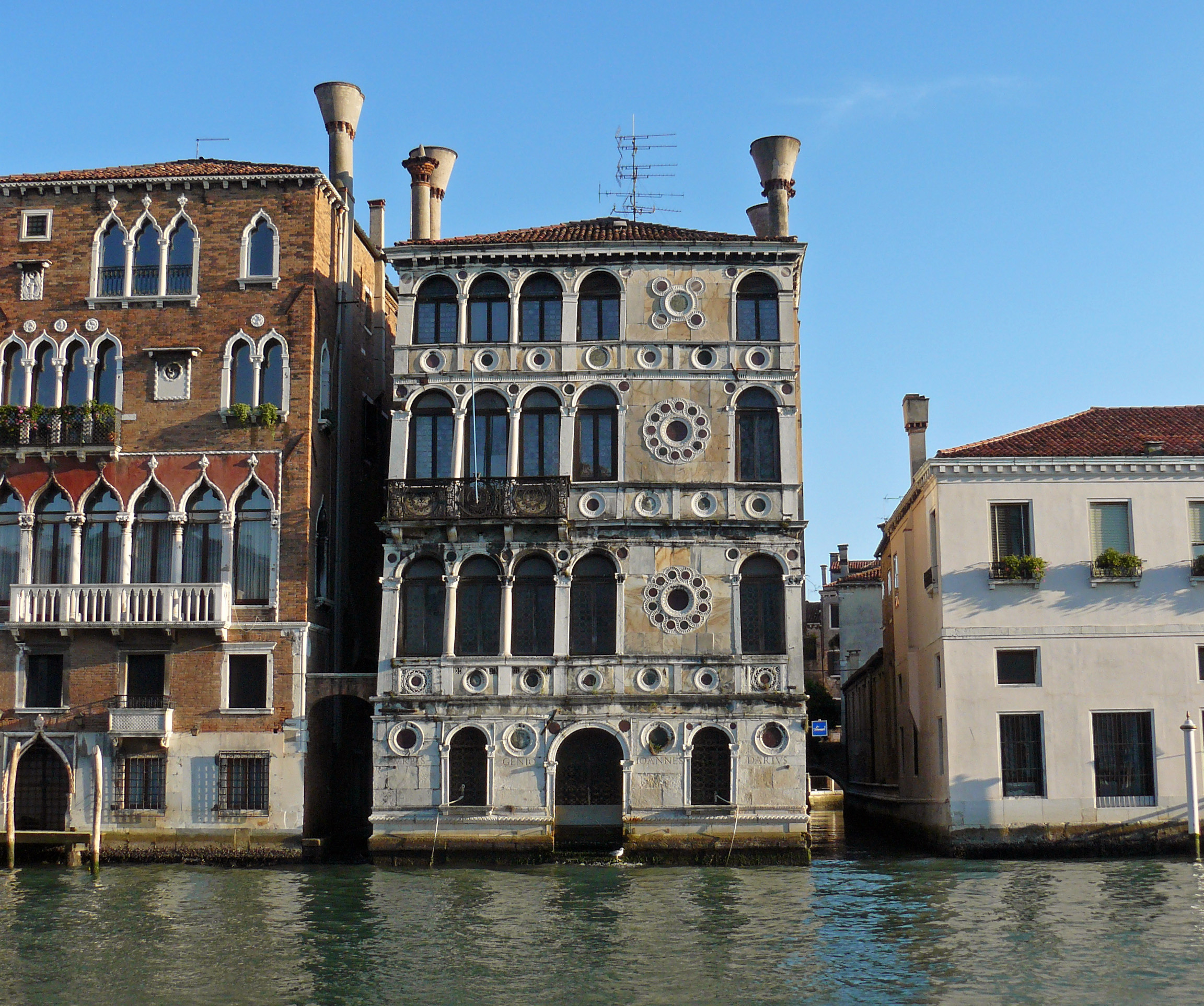
Le palais Dario
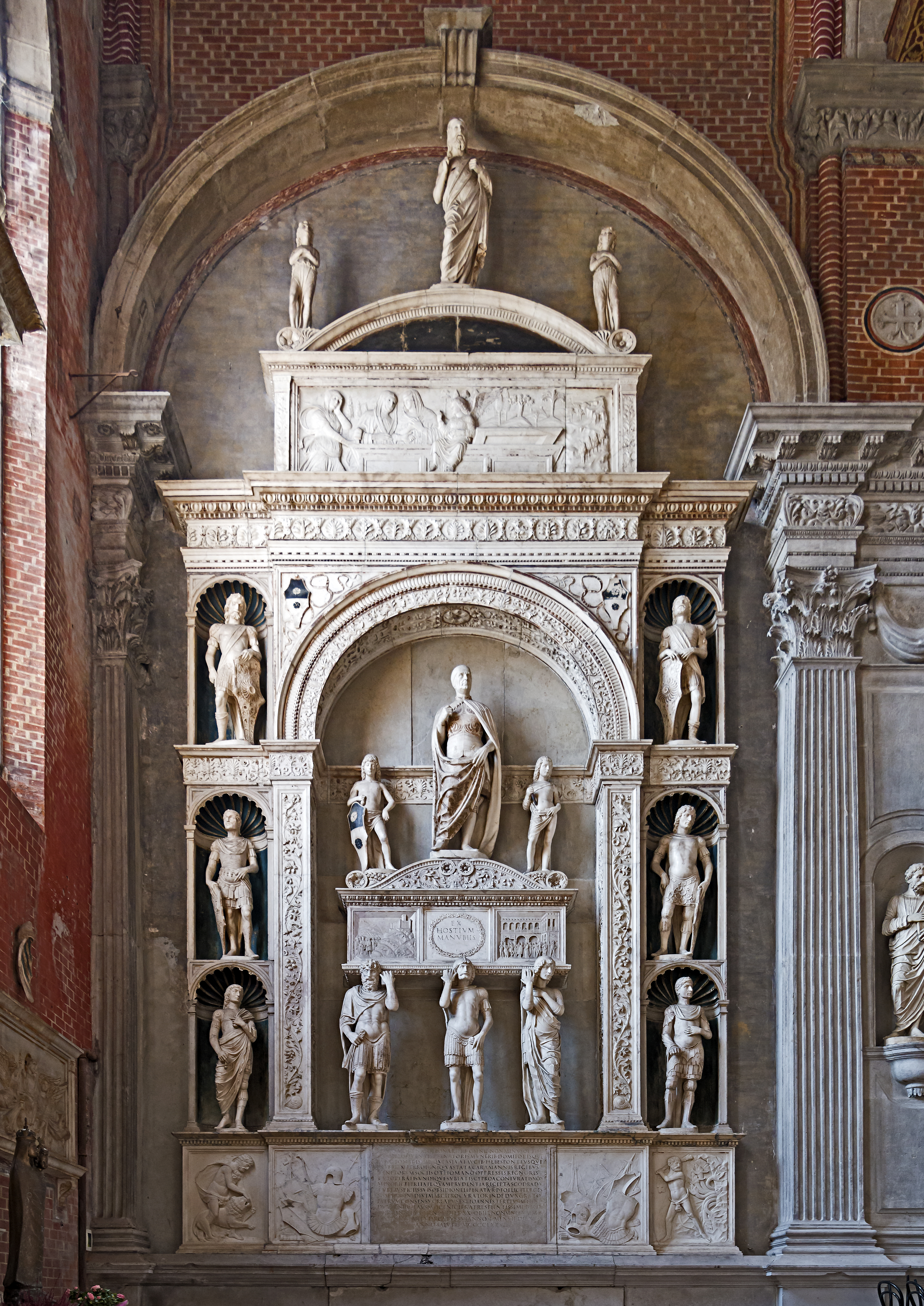
Monument du doge Pietro Mocenigo
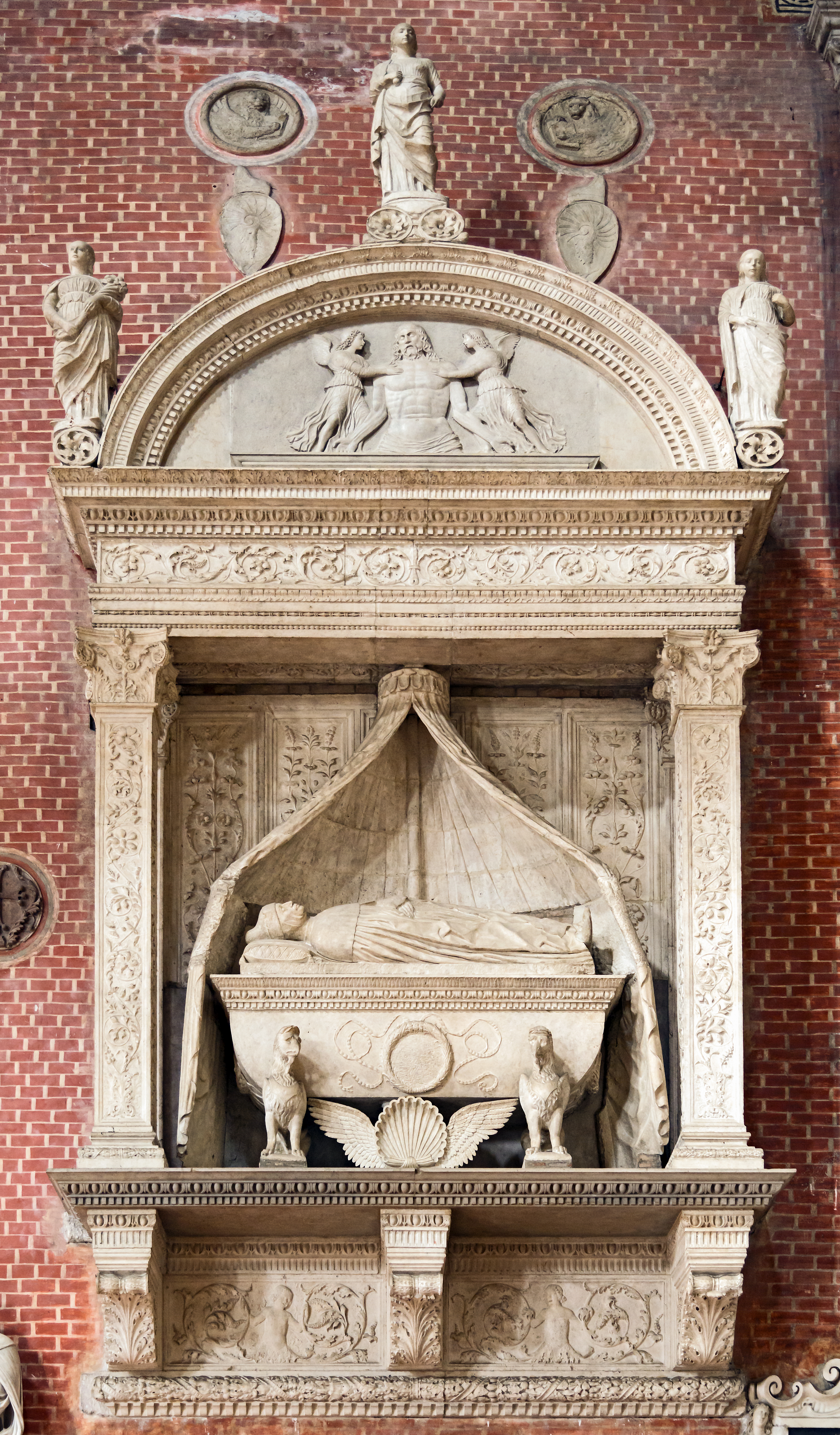
Monument du doge Pasquale Malipiero
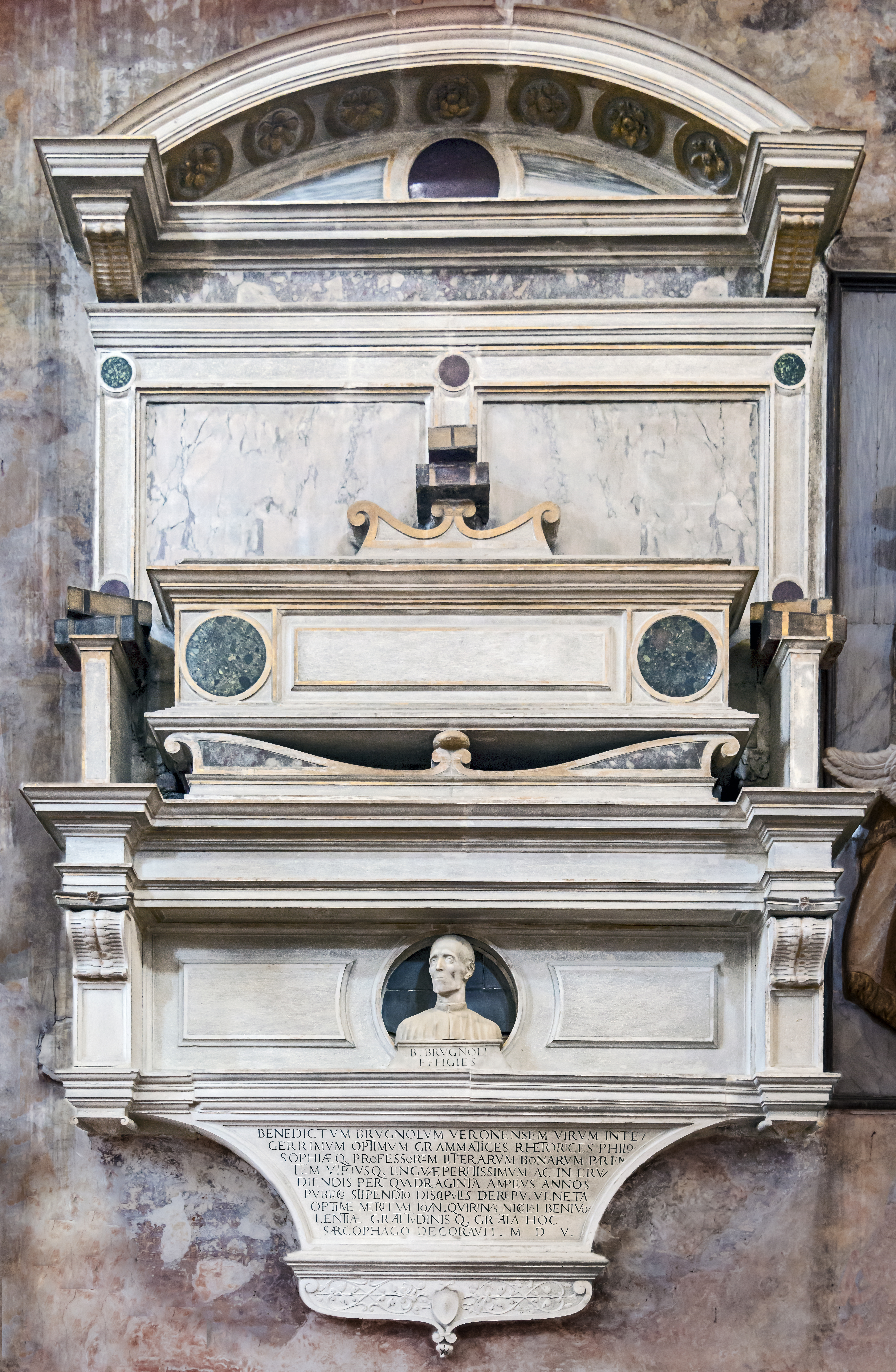
Monument du philosophe Benedetto Brugnoli Basilique des Frari
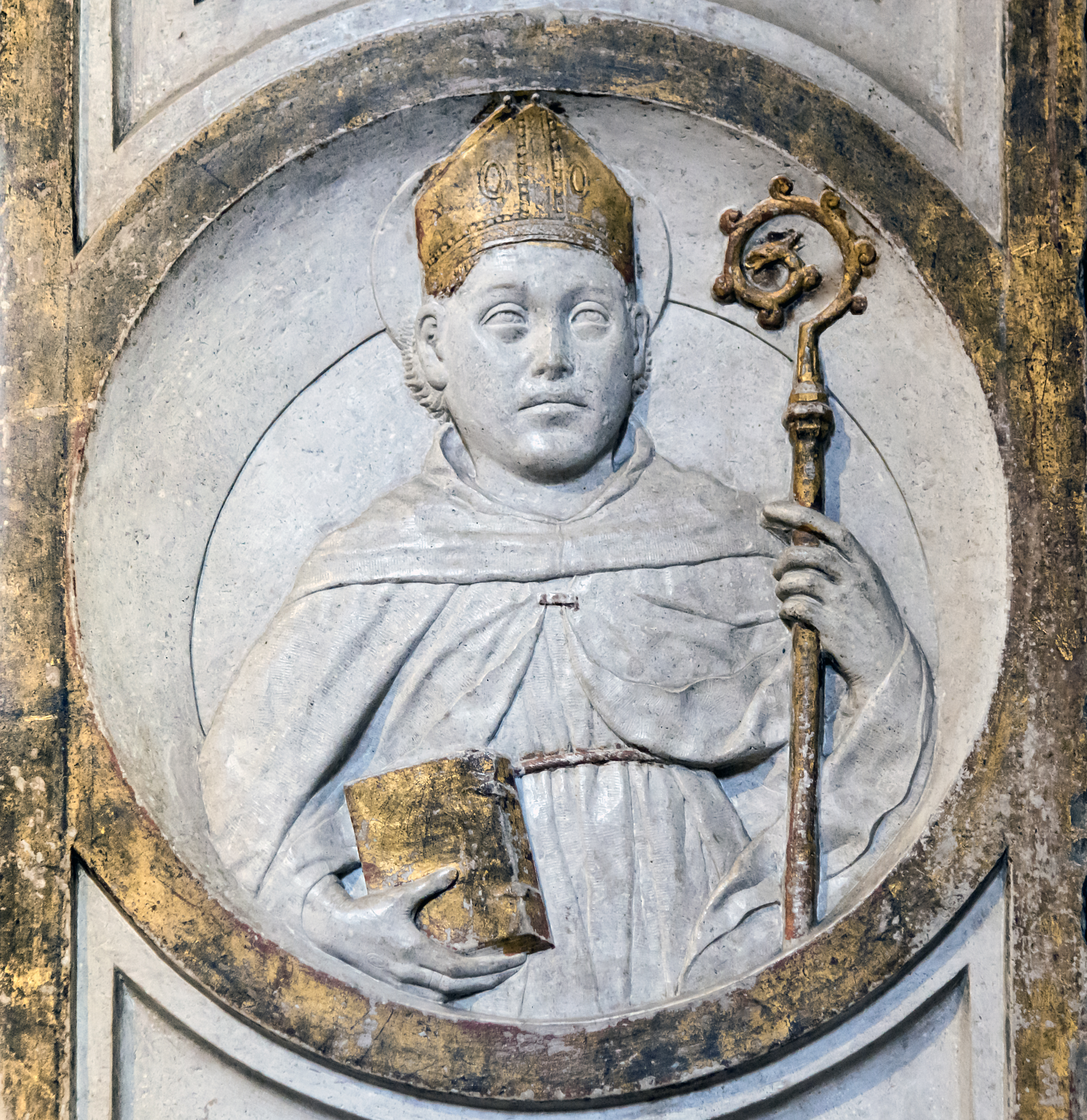
Saint Louis de Toulouse Basilique des Frari
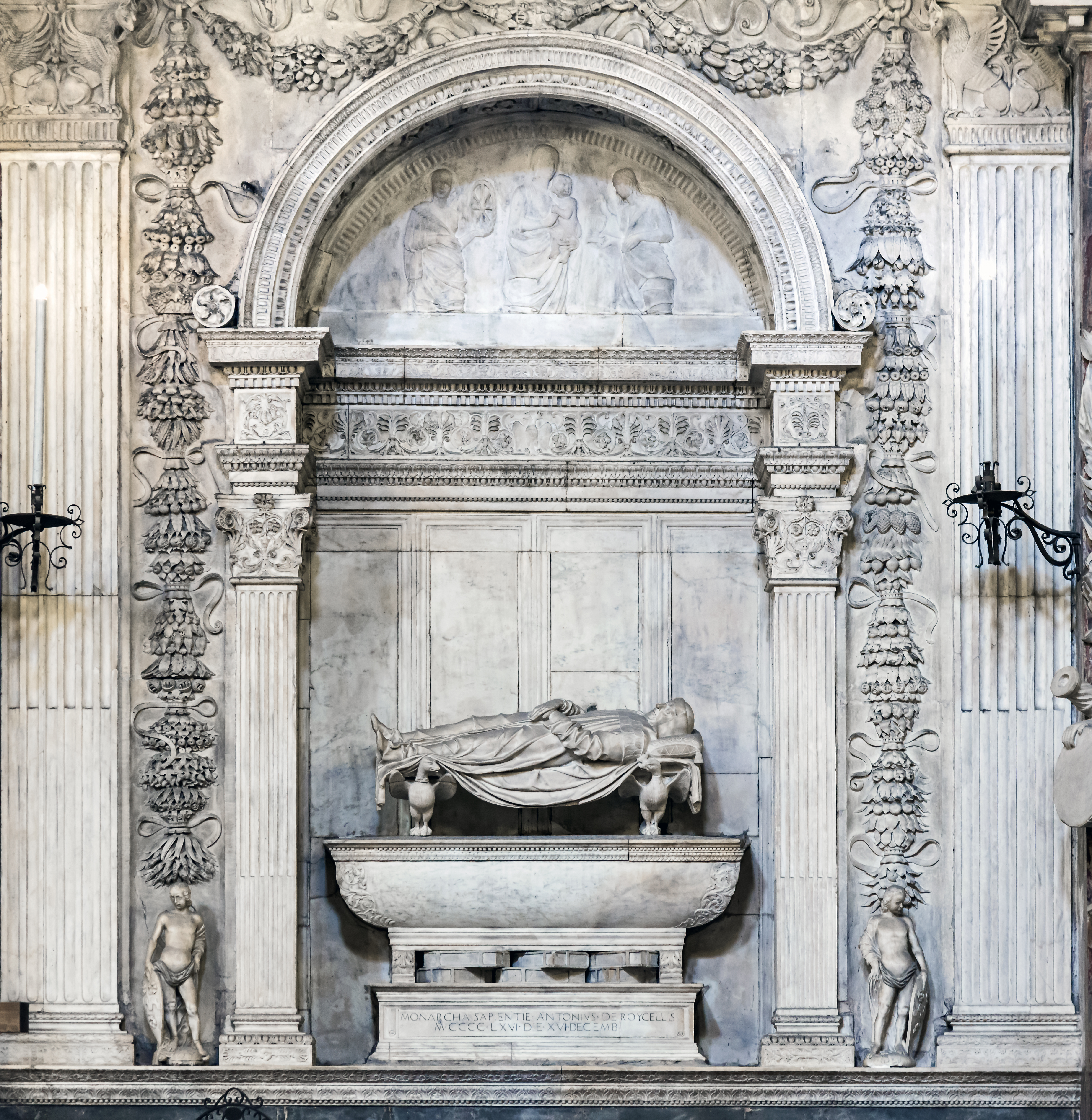
Monument à Antonio Roselli dans la Basilique Saint-Antoine
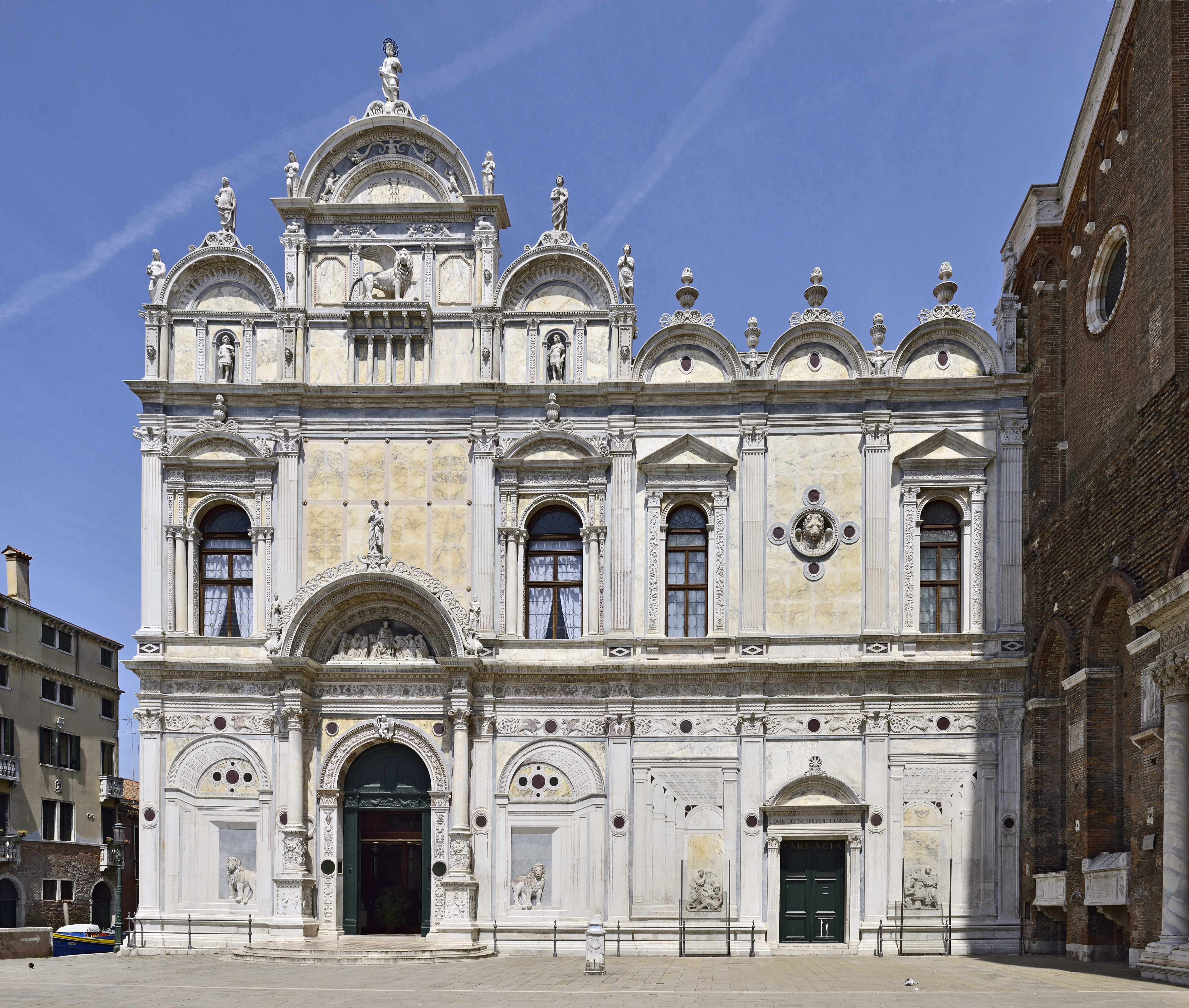
Façade de la Scuola Grande di San Marco
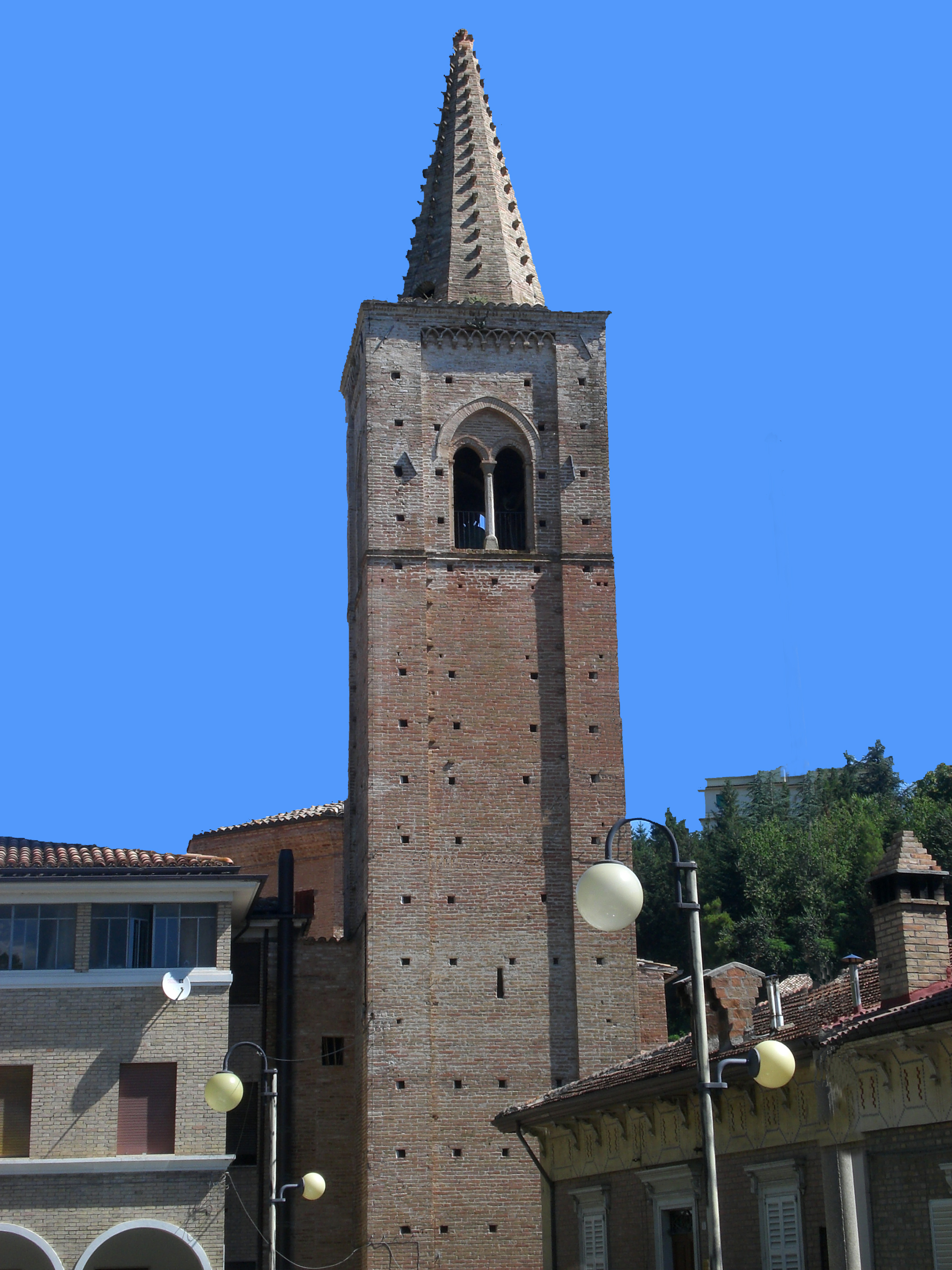
Campanile de Église Saint-Augustin d'Amandola

## Sources
- (en) Cet article est partiellement ou en totalité issu de l’article de Wikipédia en anglais intitulé « Pietro Lombardo » (voir la liste des auteurs).
- Mention ligne 27 du Canto XLV d'Ezra Pound de sa liste des meilleurs artistes italiens de la Renaissance.